# 青春を東海岸にかけた野郎たち! アメリカン・ランナウェイ
『青春を東海岸にかけた野郎たち! アメリカン・ランナウェイ』（せいしゅんをひがしかいがんにかけたやろうたち アメリカン・ランナウェイ）は、1987年12月17日に日本テレビの『木曜スペシャル』枠で放送された単発テレビドラマである。

## 概要
音楽に専念するために別れた男（藤井）が恋人（有森）が米国で結婚するという。恋人を奪回するために仲間（とんねるずほか）と共にフロリダに向かう。
ロケ地に郷ひろみの家があり、家前で郷ひろみのものまねをした木梨が収録していたところ、偶然郷が通りかかり、郷宅にとんねるずが招待される模様もオンエアされた。
チェッカーズの楽曲『I Love you, SAYONARA』が挿入歌に使われている。

## キャスト
- 石橋貴明（とんねるず）
- 木梨憲武（とんねるず）
- 藤井郁弥（当時チェッカーズ）
- 有森也実
- 郷ひろみ
- 高杢禎彦（当時チェッカーズ）
- 大土井裕二（当時チェッカーズ）

## スタッフ
- 脚本：遠藤察男
- 演出：堤幸彦